# Тійна Реканд
Тійна Реканд (ест. Tiina Rekand, 11 березня 1985 року, Тарту) — вчителька естонської мови, літератури та культури в АР Крим (2008—2012 навчальні роки), головна героїня документального фільму «Кримська вчителька» (ест. Krimmi õpetaja) (автор — Вагур Лайапеа, ест. Vahur Laiapea).

## Життєпис
Освіту отримала в загальноосвітній школі селища Моосте (2000), Тартуському лицеї Декарта (2003), Талліннському університеті (2006). Була волонтеркою в Швеції (2006—2007), працювала репортеркою в естонській ґазеті «Postimees» (2007—2008). Її нагороджено Премією молодого журналіста EALL 2007. Володіє англійською, шведською, російською мовами, французькою, іспанською, німецькою, фінською.